# Эльдорадо (фильм, 1966)
«Эльдорадо» (англ. El Dorado) — вестерн классика американской режиссуры Говарда Хоукса. Фильм вышел на экраны 17 декабря 1966 года в Японии; в США дебютировал в июне 1967 г.
Вольная экранизация романа Гарри Брауна «Звёзды на их пути» (англ. The Stars in Their Courses). Сюжет ленты настолько напоминает предыдущую работу Хоукса «Рио Браво», что иногда «Эльдорадо» (как и снятый позже фильм «Рио Лобо») именуют ремейком «Рио Браво».

## Сюжет
Действие происходит в техасском городке под названием Эльдорадо. Богатый землевладелец Джейсон хочет завладеть единственным в округе источником, принадлежащим фермеру Макдональду. Поскольку тот не желает продавать свою землю, Джейсон решает использовать силу и нанимает опытного стрелка по имени Коул Торнтон. Приехав в город, Коул встречается с местным шерифом — своим старым другом Джей-Пи Харрой, — узнаёт, как обстоит дело, и отказывается работать на Джейсона. Проходит некоторое время, и до Коула в его странствиях доходят слухи, что землевладелец нанял банду Нельса Маклауда и что шериф из-за чрезмерного увлечения спиртным едва ли способен навести порядок. Торнтон, захватив молодого попутчика по прозвищу Миссисипи, решает вернуться в Эльдорадо и помочь другу.

## В ролях
- Джон Уэйн — Коул Торнтон[2]
- Роберт Митчем — шериф Джей-Пи Харра
- Джеймс Каан — Алан Бурдильон Трахёрн по прозвищу «Миссисипи»
- Шарлин Холт — Моди
- Пол Фикс — доктор Миллер
- Артур Ханникат — Булл Харрис, помощник шерифа
- Мишель Кэри — Джозефина «Джоуи» Макдональд
- Р. Г. Армстронг — Кевин Макдональд
- Эдвард Аснер — Барт Джейсон
- Кристофер Джордж — Нельс Маклауд
- Джим Дэвис — Джим Пёрвис
- Роберт Доннер — Милт